# النساء في السنغال

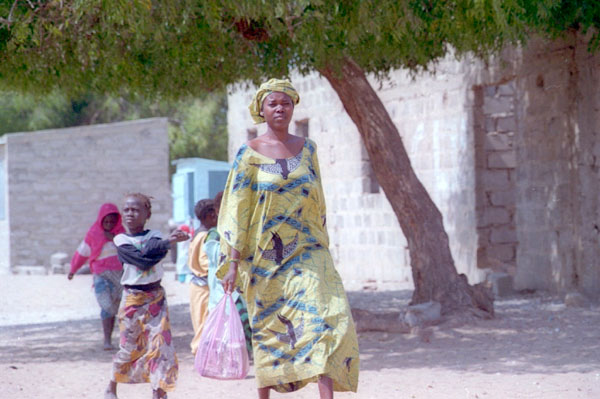

تتمتع المرأة في السنغال بوضع اجتماعي تقليدي تتشكل من العادات المحلية والدين. وفقًا لمسح عام 2005 ، يبلغ معدل انتشار تشويه الأعضاء التناسلية للإناث 28٪ من جميع النساء في السينغال الذين تتراوح أعمارهم بين 15 و 49 عامًا.

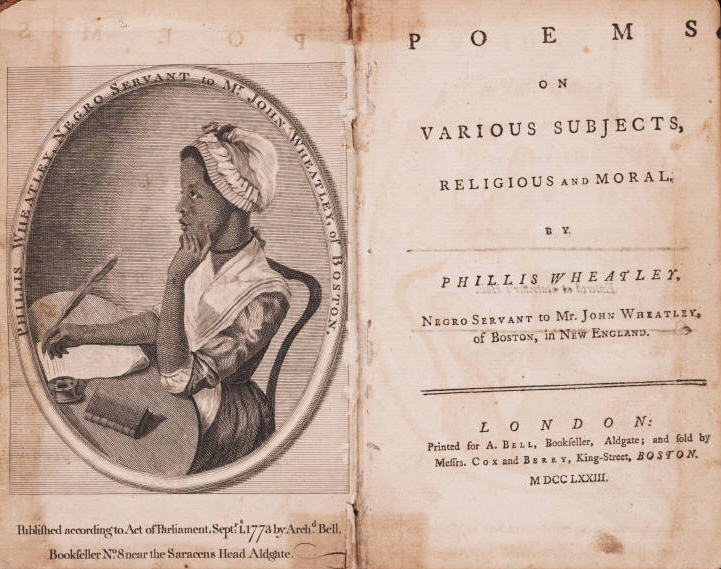
الشاعرة فيليس ويتلي ، ولدت في السنغال وبيعت كعبدة في بوسطن عام 1761.

## تاريخ النساء في السينغال
رأى التقسيم التقليدي للعمل في السينغال أن المرأة مسؤولة عن المهام المنزلية مثل الطهي والتنظيف ورعاية الأطفال. كما أنهن مسؤولات عن جزء كبير من العمل الزراعي ، بما في ذلك إزالة الأعشاب الضارة والحصاد ، لمحاصيل شائعة مثل الأرز. اعتادت النساء من النبلاء أن يكون لهن تأثير في المشاهد السياسية. ويرجع ذلك جزئيًا إلى أن سلالة الأم كانت وسيلة الأمير ليصبح ملكًا (خاصة في ممالك الولوف). تم الترحيب بمثل هذه الشخصيات الطويلة مثل ياسين بوبو ونداتي يلا وشقيقتها نجيمبيوت مبودجي كمصدر إلهام للمرأة السنغالية المعاصرة.
في العقود الأخيرة ، أدى التغيير الاقتصادي والتحضر إلى هجرة العديد من الشباب إلى المدن ، مثل داكار. أصبحت المرأة الريفية تشارك بشكل متزايد في إدارة موارد الغابات في القرى وتشغيل مطاحن الدخن والأرز. تهدف وكالة التنمية الريفية الحكومية إلى تنظيم النساء القرويات وإشراكهن بنشاط أكبر في عملية التنمية. تلعب المرأة دورًا بارزًا في لجان الصحة القروية وبرامج ما قبل الولادة وبعدها. في المناطق الحضرية ، على الرغم من مكانة المرأة من الدرجة الثانية في الإسلام ، أدى التغيير الثقافي إلى دخول النساء إلى سوق العمل كمكتبات وتجزئة ، وعاملات منازل وعاملات غير ماهرات في مصانع النسيج ومصانع تعليب التونة.
كما تنشط المنظمات غير الحكومية في تعزيز الفرص الاقتصادية للمرأة. أدت قروض التمويل الصغير للأعمال التجارية النسائية إلى تحسين الوضع الاقتصادي للكثيرين.
صدقت السنغال على اتفاقية القضاء على جميع أشكال التمييز ضد المرأة ، التي اعتمدتها الجمعية العامة للأمم المتحدة ، وكذلك البروتوكول الإضافي. السنغال هي أيضا من الدول الموقعة على الميثاق الأفريقي لحقوق الإنسان والشعوب ، الذي تم اعتماده خلال قمة الاتحاد الأفريقي لعام 2003. ومع ذلك ، انتقدت النسويات السنغاليات تقاعس الحكومة عن تنفيذ البروتوكولات والاتفاقيات والنصوص الأخرى التي تم التوقيع عليها كوسيلة لحماية حقوق المرأة.

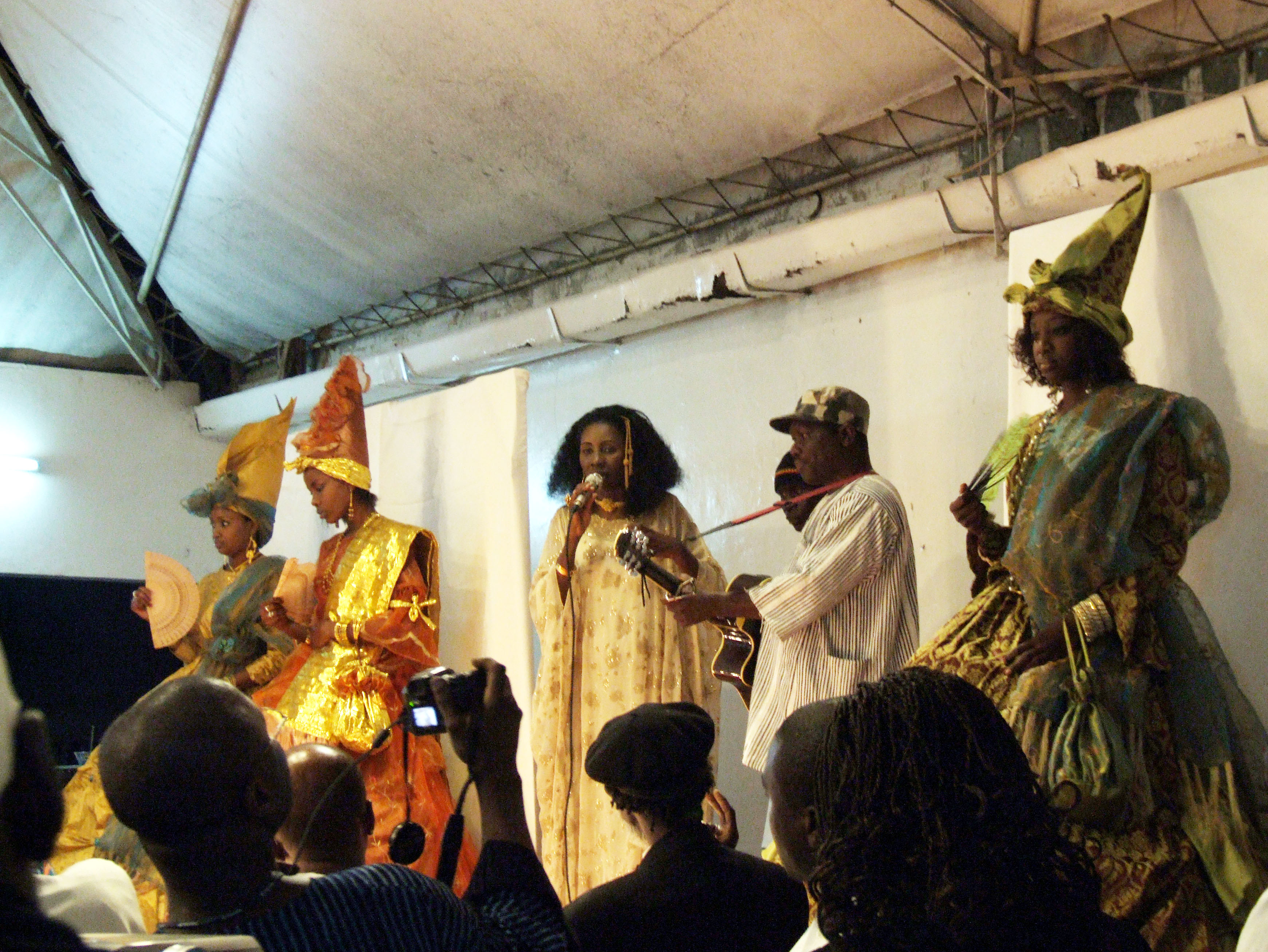
المصمم أومو سي في داكار عام 2007.

## حقوق المرأة
تواجه المرأة في السنغال عددًا من الفوارق في وضعها الاجتماعي. تعاني النساء من ارتفاع معدلات الأمية. إنهم يشكلون أقل من 10٪ من القوة العاملة الرسمية. يعتبر تشويه الأعضاء التناسلية الأنثوية ممارسة مستمرة في بعض المناطق الريفية ، على الرغم من حظره بموجب دستور عام 2001. تتشابه الحقوق القانونية للمرأة من خلال تعدد الزوجات ، والقانون الإسلامي الذي يتضمن ملكية العقارات.

### تشويه الأعضاء التناسلية للإناث
تشويه الأعضاء التناسلية الأنثوية موجود في السنغال. وفقًا لمسح عام 2005 ، فإن معدل انتشار تشويه الأعضاء التناسلية الأنثوية هو 28٪ من جميع النساء اللواتي تتراوح أعمارهن بين 15 و 49 عامًا. هناك اختلافات كبيرة في انتشار الإقليمية. يعتبر تشويه الأعضاء التناسلية الأنثوية أكثر انتشارًا في جنوب السنغال (94٪ في منطقة كولدا) وفي شمال شرق السنغال (93٪ في منطقة ماتام).
معدلات تشويه الأعضاء التناسلية الأنثوية أقل في مناطق أخرى: تامباكوندا (86٪) ، زيغينشور (69٪) ، وأقل من 5٪ في مناطق ديوربل ولوغا المسلمة 94٪ (ختان الإناث ليس ممارسة إسلامية) يختلف معدل انتشار تشويه الأعضاء التناسلية الأنثوية حسب الدين: 29٪ من النساء المسلمات تعرضن لتشويه الأعضاء التناسلية الأنثوية ، و 16٪ من الرسامين ، و 11٪ من النساء المسيحيات.